# غروفر س. هال
غروفر س. هال (بالإنجليزية: Grover C. Hall)‏ هو محرر وصحفي أمريكي، ولد في 11 يناير 1888، وتوفي في 1941.